# 董暹
董暹（？—？），字长驭，號蘇白，湖廣武昌府江夏县人，明朝政治人物。

## 生平
万历二十八年（1600年）庚子科湖廣乡试舉人，三十二年（1604年）甲辰科进士，都察院觀政，三十四年授宣城县知县，三十五年丁憂，三十八年调建阳知县，四十五年升南吏部考功司主事，天启二年（1622年）起補礼部祠祭司主事，四年升儀制司员外，本年升精膳司郎中，六年升廣東提学参政，崇祯元年（1628年）升山东按察使，三年升四川右布政，四年调本省左布政。